# بوگور (آستراخان)
بوگور (به لاتین: Bugor) یک منطقهٔ مسکونی در روسیه است که در استان آستراخان واقع شده‌است.